# Alcest
Alcest es una banda de post-black metal formada en la población francesa de Bagnols-sur-Cèze en 2000. Funciona como un proyecto individual de Stéphane Paut, conocido como Neige. La banda comenzó como un proyecto en solitario de black metal que pronto se convirtió en un trío cuando publicó en el año 2001 su primera maqueta. Poco después, Aegnor y Argoth, los otros dos miembros del trío, abandonaron la banda, dejando a Neige como músico en solitario. La salida de estos dos músicos provocó un cambio de estilo, empezando a incorporar elementos del shoegazing y del post metal. En 2009 se unió el baterista Winterhalter después de 8 años con Neige como único miembro. Alcest ha publicado siete álbumes de estudio, siendo los tres primeros escritos completamente en lengua francesa.

## Historia
Alcest nació en 2000 como proyecto en solitario de Stéphane Paut, a quien al poco de comenzar unieron el bajista Argoth y el guitarrista Aegnor, dejando a Neige las labores de vocalista y guitarrista rítmico. En sus orígenes, la banda se encuadraba dentro del black metal, género en el que se engloba la primera demo del grupo, Tristesse hivernale, formada por cuatro canciones y publicada en 2001. Poco después de esta publicación, Aegnor y Argoth abandonaron el terceto, dejando a Neige como único miembro de Alcest. Habiendo formado el proyecto en solitario en un principio y con control total sobre su devenir a partir de este momento, Neige optó por una vía más atmosférica, lo que se ve reflejado en el EP Le secret de 2005. Este EP funcionó como introducción al nuevo sonido del proyecto que se vio refrendado en el primer álbum de estudio, Souvenirs d'un autre monde, publicado en 2007 en la discográfica Prophecy Productions y cuyo sonido fue comparado con el de artistas como My Bloody Valentine y Jesu. Tras este disco se unió el batería Winterhalter, y la banda publicó Écailles de lune (2010) y Les voyages de l'âme (2012). Alcest entró a grabar un nuevo álbum en marzo de 2013, que vio la luz el 17 de enero de 2014 bajo el título Shelter. Poco tiempo después de su gira por Japón, grabaron y lanzaron Kodama en septiembre de 2016. En 2019 Nuclear Blast Records ficha a Alcest para sacar su sexto LP con el nombre de Spiritual Instinct el 25 de octubre de ese mismo año.

## Concepto
De niño Neige alega haber tenido contacto con un "país lejano", al que se refiere de manera general como "el país de las hadas". Alcest sirve como adaptación musical de los recuerdos de este mundo etéreo. Neige planea que la música de Alcest sea un viaje a través de este mundo de recuerdos, y considera que Souvenirs d'un autre monde es un resumen de este concepto. Este cambio en el concepto del proyecto comenzó con el EP Le secret.
Algunas de las primeras reseñas del EP Le secret lo calificaron como una publicación black metal melancólico y frío, ante la sorpresa y decepción de Neige. En una entrevista respondió a estas afirmaciones, diciendo que su voz en el EP creaba una atmósfera siniestra: "¿Una atmósfera siniestra? Me molesta mucho que digas eso porque eso prueba que no he conseguido comunicar lo que había dentro de mí... Sólo quería crear un canto maternal, hipnótico e irreal, similar a lo que escuché en el país de las hadas; desde luego no un canto "oscuro". Mis melodías son extrañas pero no estresantes, ¡al menos espero que no! La producción cutre y el canto estrangulado puede que expliquen algunas cosas. Si hubieras sido capaz de entender mis textos no creo que hubieras dicho eso porque no son textos de tristeza o ansiedad, dejo eso para Mortifera. Tengo planeado regrabar Le secret pronto e incluir dos de sus pistas en un álbum, espero que esta vez no haya discusión al respecto ya que no eres el primero que cree que mi música es oscura".

## Miembros
| Miembros actuales - Neige - voz principal, guitarras, teclado (2000–presente), batería (2000-2007), bajo (2001–presente) - Winterhalter - batería, percusión (2009–presente) Miembros en directo - Zero - guitarra, coros (2010-presente) - Indria - bajo (2010-presente) | Antiguos miembros - Aegnor - guitarra (2000–2001) - Argoth - bajo (2000–2001) Antiguos miembros en directo - Fursy Teyssier - bajo (2010) |

## Discografía
Álbumes de estudio
- Souvenirs d'un autre monde (2007)
- Écailles de lune (2010)
- Les Voyages de l'âme (2012)
- Shelter (2014)
- Kodama (2016)
- Spiritual Instinct (2019)
- Les Chants de L’Aurore (2024)

EP
- Le secret (2005, reeditado en 2011)

Split
- Aux Funérailles du Monde.../Tristesse Hivernale con Angmar (2007)
- Alcest / Les Discrets con Les Discrets (2009)

En directo
- BBC Live Session

Sencillos
- Autre Temps (2012)

Demo
- Tristesse Hivernale (2001)